# Shadows in Paradise
Shadows in Paradise è un film del 2010 diretto da J. Stephen Maunder.
Film d'azione statunitense con protagonisti Mark Dacascos, Armand Assante, Tom Sizemore e Sofya Skya.

## Trama
Durante un raid militare di salvataggio in Iraq, la compagna di squadra e fidanzata di Max Forrester, Sasha scompare misteriosamente. Due anni dopo Max, che ormai si è ritirato dall'esercito riceve la telefonata dal suo ex comandante il capitano Dyer, che lo informa che Sasha è ancora viva e si trova in un posto chiamato Island Paradise, e inoltre informa lui che l'esercito è pronto ad intervenire per recuperarla e accusarla di tradimento e diserzione. Max allora decide di partire per aiutare Sasha ed una volta trovata, apprende da lei che lei stessa lavorava sotto copertura per scoprire e denunciare un pericoloso traffico di armi condotto da un manipolo di uomini chiamati Shadow Company. Max e Sasha ora devono impedire che l'illecito traffico avvenga e recuperare le armi in una spettacolare e pericolosissima resa dei conti finale con Ghost, il capo della Shadow Company.